# Tricase
Tricase est une commune italienne de la province de Lecce, dans la région des Pouilles.

## Administration
| Période                                  | Période  | Identité                 | Étiquette       | Qualité |
| ---------------------------------------- | -------- | ------------------------ | --------------- | ------- |
| 21/05/2012                               | En cours | Antonio Giuseppe Coppola | Centro-sinistra |         |
| Les données manquantes sont à compléter. |          |                          |                 |         |

### Hameaux
Tricase Porto, Caprarica, Depressa, Lucugnano, Tutino.

### Communes limitrophes
Alessano, Andrano, Miggiano, Montesano Salentino, Specchia, Tiggiano.